# Tom Stern
Tom Stern (1965) és un actor, director, escriptor i productor estatunidenc.

## Educació
Stern va créixer a Pleasantville (Nova York) i va assistir a la Byram Hills High School a Armonk (Nova York), i després va anar a l'escola de cinema a la Tisch School of the Arts a la Universitat de Nova York (NYU) de 1983 a 1987, on va conèixer Alex Winter. Els dos van col·laborar en diversos curtmetratges com Squeal of Death, que va ser observat per un executiu de Columbia Pictures el 1986. Després de graduar-se, la parella va anar a Hollywood i va dirigir la revista de vídeos IMPACT, que comptava amb artistes i intèrprets com Bill Hicks, Survival Research Labs, Public Enemy, Robert Williams, Jane's Addiction i un altre curtmetratge amb Butthole Surfers.

## Hollywood
El 1987 Stern i Winter van anar a Hollywood i van enviar una còpia de Squeal of Death a Sam Raimi, que es va inspirar en la seva pel·lícula Evil Dead 2. Raimi va respondre amb entusiasme. Ell i el seu company Rob Tapert van optar per un guió de llargmetratge de comèdia antologia de Stern and Winter. La parella va treballar després en diversos curtmetratges i vídeos musicals per a bandes com ara Red Hot Chili Peppers i Ice Cube.
Stern i Winter es van unir amb l'escriptor Tim Burns a The Idiot Box, amb Stern i Winter also de coprotagonistes i codirectors.
Immediatament després de The Idiot Box, Stern, Winter i Burns van coescriure la pel·lícula de 1993 El club dels mutants amb Stern i Winter també com a codirectors. El club dels mutants va ser protagonitzada per Winter, Randy Quaid, Keanu Reeves, Bobcat Goldthwait i Mr. T. La pel·lícula va guanyar un seguiment de culte i el 2013 es va jugar a Cinefamily a Los Angeles en celebració del 20è aniversari del seu llançament.
Stern també va coescriure el guió de Un home llop americà a París, la seqüela de la pel·lícula de 1981 Un home llop americà a Londres, amb Burns i Anthony Waller.
Stern i Burns també col·laboraren a The Chimp Channel.
Stern ha treballat amb la productora de Jimmy Kimmel Jackhole Productions en programes com ara Jimmy Kimmel Live!, com a director de segment, The Man Show, i Crank Yankers com a director i supervisor de producció. A més, Stern va aparèixer com a actor i va treballar com a escriptor per a Trey Parker i la paròdia presidencial de Matt Stone, That's My Bush!, com a co-productor executiu, exercí com a director i guionista a The Andy Milonakis Show, i va ser un dels creadors i productors de la paròdia de l'espectacle de viatges Comedy Central Gerhard Reinke's Wanderlust.
Stern va ser recentment escriptor/director/productor d'un especial d'acció en directe SpongeBob SquarePants titulat SpongeBob Appreciation Day: Patchy's Beach Bash!, protagonitzat per Tom Kenny, Jon Heder, Rob Riggle, Meghan Trainor i Anthony Davis que es va estrenar. a Nickelodeon el 4 de gener de 2020. Stern també va ser showrunner/director recentment de dos programes de Netflix: Kevin Hart's Guide to Black History i The Toys That Made Us. El seu curtmetratge Adams, que va produir, dirigir i adaptar de la història de George Saunders, és protagonitzat per Patton Oswalt i Fred Armisen, i recentment va guanyar la millor comèdia al HollyShorts Film Festival, on el jurat estava format per Anthony Russo i Matthew Modine. Altres programes recents dirigits per Stern inclouen el reiniciat de Comedy Central Crank Yankers, What Just Happened de Fox amb Fred Savage, i el proper programa d'alienígens animatrònics de la Jim Henson Company per a Disney+.

## Filmografia
- The Toys That Made Us (2017) - Director[15]
- Kevin Hart's Guide to Black History (2017) - Director[16]
- 2 Broke Girls (2015) - Director
- Hollywood Hillbillies (2014) - productor executiu
- Urban Tarzan (2012) - productor executiu
- Joe Schmo: The Full Bounty (2012) - Director
- Stevie TV (2012, 2013) - Director, co-productor executiu
- Marc Saves America (2011) - Director, productor executiu
- 1000 Ways to Die (2010) - Supervising Producer
- Alligator Boots (2008) - Director
- Harden High (2007) - Guionista Director productor executiu, Co-Creator ambth Jason Jordan
- Saul of the Mole Men (2007) - Guionista, Director, productor executiu
- The Andy Milonakis Show (2005) - Guionista, Director, productor executiu
- Gerhard Reinke's Wanderlust (2003) - Guionista, Director, productor executiu
- Jimmy Kimmel Live! (2003) - Director
- That's My Bush! (2001) - Guionista
- The Chimp Channel (1999) - Guionista, Producer
- The Man Show (1999) - Director
- Un home llop americà a París (1997) - Co-Guionista
- El club dels mutants (1993) - Co-Guionista, Co-director, Actor
- The Idiot Box (1991) - Guionista, Actor, Co-director

### Vídeos musicals
- Butthole Surfers - "Cherub" (live at CBGB, 12 de febrer de 1986)
- Red Hot Chili Peppers - "Taste the Pain" (1990) (co-dirigit amb Alex Winter)
- Ice Cube - "Who's the Mack" (1990) (co-dirigit amb Alex Winter)
- Human Radio - "Me and Elvis" (1990) (co-dirigit amb Alex Winter)
- Extreme - "Decadence Dance" (1990) (co-dirigit amb Alex Winter)
- Marilyn Manson - "Dope Hat" (1995)
- Spork - "Naked Invasion" (1996)
- ANJ - "Gorbachev" (2008)